# Bruno Amable
Bruno Amable (geboren am 15. Dezember 1961 in Paris) ist ein französischer Ökonom, der sich hauptsächlich der Erforschung des europäischen Neoliberalismus widmet.

## Leben
Amable schloss sein Studium an der HEC Paris 1984 ab. Von 1984 bis 1986 war er wissenschaftlicher Mitarbeiter am International Institute for Applied Systemic Analysis in Laxenburg, Österreich. Er erwarb 1987 einen MSc in Wirtschaftsanalyse und Politik an der École des hautes études en sciences sociales (EHESS). Von 1989 bis 1991 war er wissenschaftlicher Mitarbeiter am Institut für Wirtschafts- und Sozialforschung (IRES). Er promovierte 1991 in Wirtschaftswissenschaften an der EHESS mit der Arbeit Changement technique endogène en économie ouverte : institutions et trajectoires nationales de croissance bei Robert Boyer. Von 1991 bis 1998 war er Forscher am Institut national de la recherche agronomique (INRA). Er war von 1998 bis 2001 Professor für Wirtschaftswissenschaften an der Universität Lille II, dann an der Universität Paris-Nanterre 2001 bis 2006, dann Professor an der Université Paris 1 Panthéon-Sorbonne und an der École d’Économie de Paris (EEP). Er ist außerdem Ehrenmitglied des Institut universitaire de France (Jahrgang 2010). Seit August 2016 ist er ordentlicher Professor an der Universität Genf.
Im Jahr 2000 gewann er zusammen mit Agnès Bénassy-Quéré die Auszeichnung als bester junger Wirtschaftswissenschaftler Frankreichs.

## Schriften (Auswahl)
- mit Rémi Barré und Robert Boyer: Les systèmes d’innovation à l’ère de la globalisation. Economica, Paris 1997, ISBN 2-7178-3332-3.[4]
- The diversity of modern capitalism. Oxford University Press, Oxford/New York 2003, ISBN 0-19-926113-X.[5]
- Les cinq capitalismes : diversité des systèmes économiques et sociaux dans la mondialisation. Éd. du Seuil, Paris 2005, ISBN 2-02-061256-9.
- mit Stefano Palombarini: L’économie politique n’est pas une science morale. Raisons d’agir, Paris 2005, ISBN 2-912107-22-9.[6]
- mit Elvire Guillaud und Stefano Palombarini: Economie politique du néolibéralisme : le cas de la France et de l’Italie. Éd. Rue d’Ulm, Paris 2012, ISBN 978-2-7288-0475-7.
- mit Ivan Ledezma: Libéralisation, innovation et croissance : faut-il vraiment les associer ? (= Collection du CEPREMAP. Band 37). Éd. Rue d’Ulm, Paris 2015, ISBN 978-2-7288-0529-7.
- Structural crisis and institutional change in modern capitalism. French capitalism in transition. Oxford University Press, Oxford/New York 2017, ISBN 978-0-19-878781-5.[7][8]
- mit Stefano Palombarini: Von Mitterrand zu Macron. Über den Kollaps des französischen Parteiensystems. Suhrkamp, Berlin 2018, ISBN 978-3-518-12727-8 (französisch: L’illusion du bloc bourgeois : alliances sociales et avenir du modèle français. 2017. Übersetzt von Ulrike Bischoff).[9][10]
- mit Stefano Palombarini: Où va le bloc bourgeois ? Entretiens avec Amélie Jeammet et Marina Simonin. Interview. La Dispute, Paris 2021, ISBN 978-2-35367-090-1.
- La résistible ascension du néolibéralisme : Modernisation capitaliste et crise politique en France (1980–2020). La Découverte, Paris 2021, ISBN 978-2-34806-892-8.[11]
- Le néolibéralisme. Presses Universitaires de France, Paris 2023, ISBN 978-2-71541-170-8.